# Otto Maass
Otto Maass, CBE SRF FRSC (8 juillet 1890 - 3 juillet 1961) est un universitaire et scientifique canadien.

## Éducation
Né à New York, Maass commence à enseigner à l'Université McGill en 1923 et prend sa retraite en 1955. Il est professeur Macdonald de chimie et président du département de chimie de 1937 à 1955.

## Carrière
Ses recherches scientifiques en chimie physique comprennent des contributions à la calorimétrie, aux phénomènes d'état critique, à la préparation et aux propriétés du peroxyde d'hydrogène pur, aux propriétés de la cellulose et à la réduction en pâte chimique du bois.
En 1940, il est nommé membre de la Royal Society. En 1946, il est fait Commandeur de l'Ordre de l'Empire britannique. En 1947, il est nommé directeur de la nouvelle division de recherche sur la guerre biologique et chimique du DRB. Membre de la Société royale du Canada, il reçoit la médaille Henry Marshall Tory de la Société en 1945. Le Pavillon de chimie Otto Maass de l'Université McGill, construit entre 1964 et 1966, porte son nom. À ce jour, il reste une plaque sur le bâtiment la dédiant aux excellentes contributions de Maass à "la science pour la défense de son pays", largement interprétée comme un clin d'œil euphémiste à son travail sur les explosifs air-carburant.